# Джон Хърт
Джон Винсънт Хърт, CBE (на английски: John Vincent Hurt) е популярен британски актьор, роден на 22 януари 1940 г. в Честърфийлд, Англия.  Подвизава се на сцената вече повече от 40 години, номиниран е за Академична награда Оскар в категорията Най-добра поддържаща мъжка роля, за участието си във филма „Среднощен експрес“. Много години е пристрастен към алкохола, но сам се отървава от тази си зависимост.

## Биография
Джон Винсент Хърт е роден на 22 януари 1940 г. в Честърфийлд, Дарбишир.  Син е на Филис (по баща Маси; 1907–1975), инженер и някогашна актриса, и Арнолд Хърбърт Хърт (1904–1999), математик, който стана свещеник на англиканската църква и служи като викарий на църквата Света Троица в Ширбрук, Дарбишър. Баща му преди това е бил викарий на енорията Сейнт Джон в Съндърланд, графство Дърам. През 1937 г. той премества семейството си в Дарбишир, където става постоянен уредник на църквата Света Троица. Когато Хърт е на пет, баща му става викарий на църквата Свети Стефан в Удвил, Дарбишър, и остава там до 1953 г. 
На осемгодишна възраст Хърт е изпратен в англиканското подготвително училище Сейнт Майкълс в Отфорд, Кент,  където в крайна сметка развива страстта си към актьорството. Той решава, че иска да стане актьор след първата си роля като момиче в училищна продукция на „Синята птица“ от Морис Метерлинк. На 12 години Хърт отива в училище Линкълн (тогава гимназия), защото не е успял на приемния изпит за прием в училището на брат си. 
Родителите му не харесват актьорските му амбиции и го насърчават вместо това да стане учител по рисуване. На 17 години Хърт се записва в училището по изкуства Гримсби (сега Училището за изкуство и дизайн на Източното крайбрежие), където учи изкуство. През 1959 г. той печели стипендия, която му позволява да учи за диплома за учител по изкуства в училището по изкуства Сейнт Мартин в Лондон. Въпреки стипендията, плащането на таксите за обучение и издръжката му е трудна, така че той убеждава някои от приятелите си да позират голи и продава портретите. През 1960 г. печели стипендия за Кралска академия за драматично изкуство (RADA), където се обучава две години. 

### Кариера
Джон Хърт е смятан за един от най-добрите британски актьори. Режисьорът Дейвид Линч го описва като „просто най-великия актьор в света“. Той притежава това, което беше описано като „най-отличителния глас във Великобритания“. Той получава множество награди, включително наградата БАФТА за изключителен британски принос към киното през 2012 г. и е посветен в рицар от кралица Елизабет II през 2015 г. за заслугите си към драматургията.
Той става известен с ролята си на Ричард Рич във филма „Човек на всички времена“ (1966) и печели наградата на Британската телевизионна академия за най-добър актьор за „Голият държавен служител“ (1975). Той играе Калигула в телевизионния сериал на Би Би Си „Аз, Клавдий“ (1976). Печели номинации за Оскар за най-добра поддържаща мъжка роля за „Среднощен експрес“ (1978) и номинации за Оскар за най-добра мъжка роля за „Човекът слон“ (1980). Други филми включват „Пришълецът“ (1979), „Райските порти“ (1980), „Шампиони“ (1984), 1984 (1984).
Хърт придоби допълнителна известност, представяйки г-н Оливандър във филмовата поредица за Хари Потър (2001-11) и участвайки във филмите за Хелбой (2004 и 2008), „V като Вендета“ (2005), „Индиана Джоунс и кралството на кристалния череп“ (2008), „Снежен снаряд“ (2013). Той също така участва в прочутите филми „Меланхолия“ (2011), „Дама, поп, асо, шпионин“ (2011).

### Личен живот
Джон Хърт има по-голям брат, Бр. Анселм (роден като Майкъл), римокатолически покръстен, който става монах и писател в абатството Гленстал. Джон Хърт участва в книгите на брат си. Хърт също има осиновена сестра Моника. През 1962 г. баща му напуска енорията си в Клийторпс, за да стане директор на колежа „Сейнт Майкъл“ в централноамериканската държава Британски Хондурас. Майката на Хърт почива през 1975 г., а баща му почива през 1999 г. на 95-годишна възраст.
През 1962 г. Хърт се жени за актрисата Анет Робъртсън. Бракът приключва през 1964 г. През 1967 г. той започва най-дългата си връзка с Мари-Лиз Волпелие-Пиеро, френски модел. Двойката планира да се ожени след 15 години заедно. На 26 януари 1983 г. Хърт и Волпелие-Пиеро отиват на конна езда рано сутринта близо до къщата си в Аскот-под-Уичууд, Оксфордшир, Волпелие-Пиеро пада от коня си. Тя изпада в кома и почива по-късно същия ден.
През септември 1984 г. Хърт се жени за старата си приятелка Дона Пийкок, американска актриса, в местната служба по вписванията. Двойката се премества в Кения, но се развежда през януари 1990 г.
На 24 януари 1990 г. Хърт се жени за Джоан Далтън, американски асистент продуцент, с която се запознава по време на снимките на „Скандал“. С нея той има двама сина. Този брак приключва през 1996 г. и е последван от седемгодишна връзка със Сара Оуенс, родена в Дъблин водеща и писателка. Двойката се премества в графство Уиклоу, където се установяват близо до своите приятели, режисьора Джон Бурман и основателя на „Claddagh Records“ и наследника на „Гинес“, Гареч Браун. През юли 2002 г. двойката се разделя. 
През март 2005 г. Хърт се жени за четвъртата си съпруга Анвен Рийс-Майерс, продуцент на рекламни филми. Той се отказа от пушенето и пиенето по време на четвъртия си брак. Той живееше в Кромер, Норфолк.

### Смърт
На 16 юни 2015 г. Хърт публично обявява, че е бил диагностициран с рак на панкреаса в ранен стадий. Той потвърждава, че ще продължи да работи, докато се подлага на лечение и казва, че както той, така и медицинският екип, който го лекува, са „повече от оптимисти за задоволителен резултат.”  След лечението той заявява, че ракът му е в ремисия на 12 октомври 2015. Той почива в дома си в Кромер, Норфолк на 25 януари 2017 г., три дни след 77-ия си рожден ден. 

## Избрана филмография
| Година | Филм                                            | Оригинално заглавие                                | Роля                        | Режисьор               |
| ------ | ----------------------------------------------- | -------------------------------------------------- | --------------------------- | ---------------------- |
| 1966   | Човек на всички времена                         | A Man for All Seasons                              | Ричард Рич                  | Фред Зинеман           |
| 1969   | В търсене на Грегъри                            | In Search of Gregory                               | Даниел                      | Питър Ууд              |
| 1978   | Среднощен експрес                               | Midnight express                                   | Макс                        | Алън Паркър            |
| 1978   | Властелинът на пръстените                       | The Lord of the Rings                              | Арагорн                     | Ралф Бакши             |
| 1979   | Пришълецът                                      | Alien                                              | Кейн                        | Ридли Скот             |
| 1979   | Човекът слон                                    | The Elephant Man                                   | Джоузеф Мерик               | Дейвид Линч            |
| 1981   | История на света: Част I                        | History of the World, Part I                       | Иисус Христос               | Мел Брукс              |
| 1983   | Уикендът на Остерман                            | The Osterman Weekend                               | Лорънс Фасет                | Сам Пекинпа            |
| 1984   | 1984                                            | Nineteen Eighty-Four                               | Уинстън Смит                | Майкъл Ратфорд         |
| 1985   | Черният казан                                   | The Black Cauldron                                 | Рогатият крал               | Тед Бърман, Ричард Рич |
| 1987   | Космически топки                                | Spaceballs                                         | себе си                     | Мел Брукс              |
| 1991   | Крал Ралф                                       | King Ralph                                         | Лорд Пърсивал Грейвс        | Дейвид Уорд            |
| 1994   | Палечка                                         | Thumbelina                                         | Г-н Къртица                 | Дон Блът, Гари Голдман |
| 1994   | Партньори                                       | Second Best                                        | Греъм Холт                  | Крис Менджес           |
| 1997   | Контакт                                         | Contact                                            | С. Р. Хадън                 | Робърт Земекис         |
| 2000   | Тигър                                           | The Tigger Movie                                   | разказвача                  | Джон Фолкенстейн       |
| 2001   | Капитан Корели                                  | Captain Corelli's Mandolin                         | Д-р Янис                    | Джон Мадън             |
| 2001   | Хари Потър и Философският камък                 | Harry Potter and the Philosopher's stone           | Оливандър                   | Крис Кълъмбъс          |
| 2003   | Догвил                                          | Dogville                                           | разказвача                  | Ларс фон Триер         |
| 2004   | Хелбой                                          | Hellboy                                            | Тревър Брутенхолм           | Гийермо дел Торо       |
| 2005   | Храбрият гълъб                                  | Valiant                                            | Феликс                      | Гари Чапман            |
| 2005   | Мандърлей                                       | Manderlay                                          | разказвача                  | Ларс фон Триер         |
| 2005   | Шперцът                                         | The Skeleton Key                                   | Бенджамин „Бен“ Деверо      | Йън Софтли             |
| 2006   | V като Вендета                                  | V for Vendetta                                     | Адам Сътлър                 | Джеймс Мактиг          |
| 2006   | Парфюмът: Историята на един убиец               | Perfume: The Story of a Murderer                   | разказвача                  | Том Тиквер             |
| 2008   | Индиана Джоунс и кралството на кристалния череп | Indiana Jones and the Kingdom of the Crystal Skull | Професор Харолд „Окс“ Оксли | Стивън Спилбърг        |
| 2008   | Хелбой 2: Златната армия                        | Hellboy II: The Golden Army                        | себе си                     | Гилермо дел Торо       |
| 2010   | Хари Потър и даровете на смъртта I              | Harry Potter and the Deathly Hallows – Part 1      | Оливандър                   | Дейвид Йейтс           |
| 2011   | Хари Потър и даровете на смъртта II             | Harry Potter and the Deathly Hallows – Part 2      | Оливандър                   | Дейвид Йейтс           |
| 2011   | Меланхолия                                      | Melancholia                                        | Декстър                     | Ларс фон Триер         |
| 2011   | Дама, поп, асо, шпионин                         | Tinker Tailor Soldier Spy                          | Бил Хейдън                  | Томас Алфредсон        |
| 2013   | Снежен снаряд                                   | Seolgungnyeolcha                                   | Гилиъм                      | Пон Джун Хо            |
| 2014   | Херкулес                                        | Hercules                                           | Цар Котис                   | Брет Ратнър            |
| 2016   | Легендата за Тарзан                             | The Legend of Tarzan                               | професор Архимед Портър     | Дейвид Йейтс           |

- 2012 Колата на Джейн Мансфийлд
- 2011 Войната на боговете
- 2010 Кеят на злото
- 2007 The Oxford Murders
- 2006 Perfume: The Story of a Murderer
- 2005 Shooting Dogs
- 2005 The Proposition
- 2004 Хелбой като Тревър Брум
- 2004 The Alan Clark Diaries
- 2003 Owning Mahowny
- 2002 Престъпление и наказание
- 1998 All the Little Animals
- 1997 Love and Death on Long Island
- 1995 Dead Man
- 1995 Роб Рой
- 1993 Even Cowgirls Get the Blues
- 1992 Six Characters in Search of an Author (Телевизионен)
- 1990 The Field
- 1990 Frankenstein Unbound
- 1989 Скандал
- 1989 Часът на Джим Хенсън (Телевизионен сериал)
- 1987 White Mischief
- 1986 Aria
- 1984 Шампион
- 1984 The Hit
- 1984 King Lear (Телевизионен)
- 1982 Partners
- 1982 The Plague Dogs (глас)
- 1980 Heaven's Gate
- 1978 Watership Down (глас)
- 1977 Аз, Клавдий / I, Claudius
- 1976 Spectre
- 1975 The Naked Civil Servant (Телевизионен)
- 1974 Little Malcolm
- 1971 Mr. Forbush and the Penguins
- 1969 Sinful Davey
- 1969 10 Rillington Place